# Catasetum fergusonii
Catasetum fergusonii är en orkidéart som beskrevs av Dodson och Wesley Ervin Higgins. Catasetum fergusonii ingår i släktet Catasetum och familjen orkidéer. Inga underarter finns listade i Catalogue of Life.